# Arcana (film)
Arcana è un film del 1972, diretto da Giulio Questi.
È considerato il film "maledetto" della coppia Questi/Arcalli. Fu girato con pochissimi mezzi ed è stato distribuito a stento in Italia, e per niente all'estero, perché il produttore fallì mentre stavano stampando le copie. La Cineteca Nazionale Italiana ne possiede una copia integrale ristampata.

## Trama
In un quartiere popolare di Milano vive la signora Tarantino, vedova, con suo figlio; per mantenersi lei si dedica a pratiche di spiritismo, ricevendo alcuni clienti.
Convinto che sua madre conosca gli autentici segreti della magia e non soltanto dei trucchi, il figlio la costringe a rivelarglieli e poi se ne serve. 
Una ragazza prossima al matrimonio, Marisa, diventa sua vittima: il giovane la fa cadere in uno stato di isteria e poi la violenta; inoltre il ragazzo dissemina il panico nel quartiere provocando incidenti di ogni tipo. 
Marisa rivela alla signora Tarantino di essere incinta, e lei si dichiara disposta a farla abortire, ma durante l'operazione la ragazza muore ed il figlio scappa.

## Censura
Il film si è visto poco anche in televisione, peraltro tagliato di 25 minuti. Le scene tagliate riguardano il rapporto incestuoso tra Lucia Bosè e il figlio, e gli incontri sessuali tra Maurizio Degli Esposti e Tina Aumont.